# Sigismondo Saraceno
Sigismondo Saraceno (* 1531 oder 1532; † 7. Januar 1585) war ein italienischer römisch-katholischer Geistlicher. Er war von 1558 bis zu seinem Tod Erzbischof von Acerenza und Matera.
Nach der Demission von Erzbischof Giovanni Michele Saraceno wurde sein Neffe Sigismondo am 28. Juli 1558 von Papst Paul IV. zum neuen Erzbischof ernannt. Sigismondo war erst 26 Jahre alt, galt aber als theologisch hochgebildet. Er nahm am Konzil von Trient teil. Sigismondo verbreitete die Anbetung des Rosenkranzes und bereicherte die Kathedrale mit neuen Kunstwerken.